# Jaya Paramesvaravarman I
Jaya Paramesvaravarman Ier en vietnamien Ứng Ni est un  souverain du  royaume de Champa fondateur de la VIIIe Dynastie, il règne de 1044 à 1060.

## Contexte
Avec son prédécesseur disparaît la dynastie qui avait transféré la capitale du royaume d'Indrapura à Vijaya[pas clair]. Jaya Paramesvaravarman Ier est issu d'une lignée de guerriers vassaux de la dynastie précédente et son accession au trône est marquée par des troubles dans le Panduranga qu'il doit réprimer. Il envoie une ambassade auprès de l’Empire Chinois en 1050 une seconde en 1053 et encore une autre en 1056 son dernier ambassadeur fait naufrage et il doit être secouru financièrement par l'Empereur.
Le roi veille également à entretenir de bonnes relations avec le Dai Viet auquel il adresse des ambassades en 1047-1050 et où il envoie des éléphants blancs en 1055. Lors de l'accession au trône de Lý Thánh Tông il lui fait parvenir des protestations de soumission en 1057-1059 et encore en 1060. Il laisse comme successeur son fils aîné Bhadravarman IV.

## Source bibliographique
- Georges Maspero, Le royaume de Champa, vol. 12, T'oung Pao, Brill, 1911 (JSTOR 4526131), chap. VI (« Dynastie IX 1044-1074 »), p. 236-240
- (en) George Coedès, The Indianized states of Southeast Asia, East-West Center Pr, 1996 (ISBN 978-0-8248-0368-1)
- Pierre-Bernard Lafont, Le Campā: géographie, population, histoire, Indes savantes, 2007 (ISBN 978-2-84654-162-6, OCLC 184911346, lire en ligne)